# Lutetium
Lutetium is een scheikundig element met symbool Lu en atoomnummer 71. Het is een zilverwit lanthanoïde.

## Ontdekking
Onafhankelijk van elkaar is lutetium in 1907 ontdekt door Georges Urbain en Carl Auer von Welsbach. Beide troffen het element als verontreiniging aan in het mineraal ytterbia, waarvan eerder vermoed werd dat het volledig uit ytterbiumverbindingen bestond. Aangezien Urbain het isolatieproces als eerste beschreef, wordt deze Franse chemicus gezien als de ontdekker van lutetium. Zelf noemde hij het element neoytterbium, maar dat werd in 1949 veranderd in lutetium. Welsbach stelde de namen cassiopeium en aldebaranium voor, maar deze namen werden afgewezen. Toch wordt in vooral Duitse literatuur de naam cassiopeium (Cp) nog regelmatig gebruikt.
De naam lutetium is afgeleid van de Latijnse naam voor Parijs, Lutetia.

## Toepassingen
Lutetium kan bereid worden uit lutetium(III)chloride en metallisch calcium. Het isoleren van lutetium is echter een kostbaar proces en het wordt daarom slechts zeer sporadisch gebruikt voor industriële toepassingen:
- Als katalysator in de olieraffinage.
- Voor alkylerisatie, polymerisatie en hydrogenatie.

Daarnaast kan lutetium worden gebruikt voor legeringen en medicijnen, zoals lutetium-octreotaat.

## Opmerkelijke eigenschappen
Lutetium is de zwaarste en hardste lanthanoïde en wordt niet aangetast door zuurstof uit de lucht.
Als laatste element van de lanthanoïdereeks heeft lutetium een volle f-schil: 4f14 en nog drie elektronen in 6s25d1. Het gedraagt zich daarom als een overgangsmetaal uit de scandiumgroep en vormt vrijwel uitsluitend driewaardig positieve Lu3+-ionen. Er wordt dan ook voor gepleit om lutetium tot de scandiumgroep en het d-blok te rekenen, in plaats van lanthaan. Doordat de f-schil vol is zijn deze ionen niet magnetisch en hebben zij geen optische overgangen in het zichtbare gebied.

## Voorkomen
Bijna alle lanthanoïdebevattende mineralen bevatten lutetium, maar altijd in uiterst lage concentraties. De commercieel aantrekkelijkste bron is het mineraal monaziet dat ongeveer 0,0001% lutetium bevat

## Bereiding
Het isoleren van zuiver lutetium is een lastig en kostbaar proces. Lutetium wordt eerst van andere lanthanoïden gescheiden door middel van een ionenwisselaar. Vervolgens wordt watervrij lutetiumchloride of -fluoride gereduceerd met een alkali- of aardalkalimetaal, zoals calcium:
{\displaystyle {\ce {2LuCl3 + 3Ca -> 2Lu + 3CaCl2}}}

## Isotopen
| Stabielste isotopen | Stabielste isotopen | Stabielste isotopen       | Stabielste isotopen       | Stabielste isotopen       | Stabielste isotopen       |
| Iso                 | RA (%)              | Halveringstijd            | VV                        | VE (MeV)                  | VP                        |
| ------------------- | ------------------- | ------------------------- | ------------------------- | ------------------------- | ------------------------- |
| 173Lu               | syn                 | 1,37 j                    | EV                        | 1,298                     | 173Yb                     |
| 174Lu               | syn                 | 3,31 j                    | EV                        | 1,374                     | 174Yb                     |
| 175Lu               | 97,41               | stabiel met 104 neutronen | stabiel met 104 neutronen | stabiel met 104 neutronen | stabiel met 104 neutronen |
| 176Lu               | 2,59                | 3,78·1010 j               | β−                        | 1,193                     | 176Hf                     |

In de natuur is 175Lu de enige stabiele lutetiumisotoop. In totaal zijn er 33 radioactieve isotopen bekend waarvan 176Lu als gevolg van de lange halveringstijd op aarde nog voorkomt. 174Lu en 173Lu hebben een halveringstijd van respectievelijk 3,31 en 1,37 jaar. Alle andere radio-isotopen hebben halveringstijden van minder dan enkele dagen.

## Toxicologie en veiligheid
Over de toxicologische eigenschappen van lutetium is weinig bekend en lutetium zou daarom zorgvuldig moeten worden behandeld. Van poedervormig lutetium is bekend dat het brandbaar is en explosiegevaar kan opleveren.